# ZSM-5

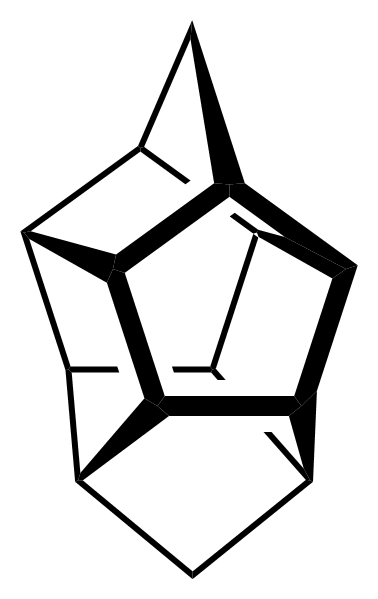
Géométrie d'une unité pentasil.

ZSM-5 signifie Zeolite Socony Mobil-5 et correspond à une zéolithe en aluminosilicate de formule Nan Aln Si96–n O192·16H2O (0 < n < 27) brevetée par la société Mobil en 1975 et largement employée dans l'industrie pétrolière pour la catalyse hétérogène de l'isomérisation des hydrocarbures.

## Structure
Le ZMS-5 est constitué de plusieurs unités pentasil liées entre elles par des ponts d'oxygène pour former des chaînes pentasil. Une unité pentasil se compose de huit cycles à cinq atomes. Les sommets de ces cycles sont occupés par des atomes Al ou Si, avec un O normalement lié entre les sommets. Les chaînes pentasil sont interconnectées par des ponts d'oxygène pour former des feuillets ondulés ayant des pores entourés de dix cycles. Comme les unités pentasil, chaque pore entouré de dix cycles a des sommets occupés par Al ou Si avec un O normalement lié entre chaque sommet. Chaque feuillet ondulé est relié par des ponts d'oxygène pour former une structure ayant « des canaux rectilignes de dix cycles parallèles aux ondulations et des canaux sinusoïdaux de dix cycles perpendiculaires aux feuillets ». Les feuilles adjacentes sont liées par un point d'inversion. La taille estimée des pores des canaux parallèles aux ondulations est de 540  à   560 pm. La maille cristalline du ZSM-5 présente 96 sites T (Al ou Si), 192 sites O et un nombre variable de cations compensateurs dépendant du rapport Si/Al. À haute température, la structure cristalline du matériau appartient au système orthorhombique et au groupe d'espace Pnma (no 62), mais on observe une transition de phase entre 350 et 300 K vers le groupe d'espace monoclinique P21/n.1.13,.

Modélisations de vues dans l'axe c
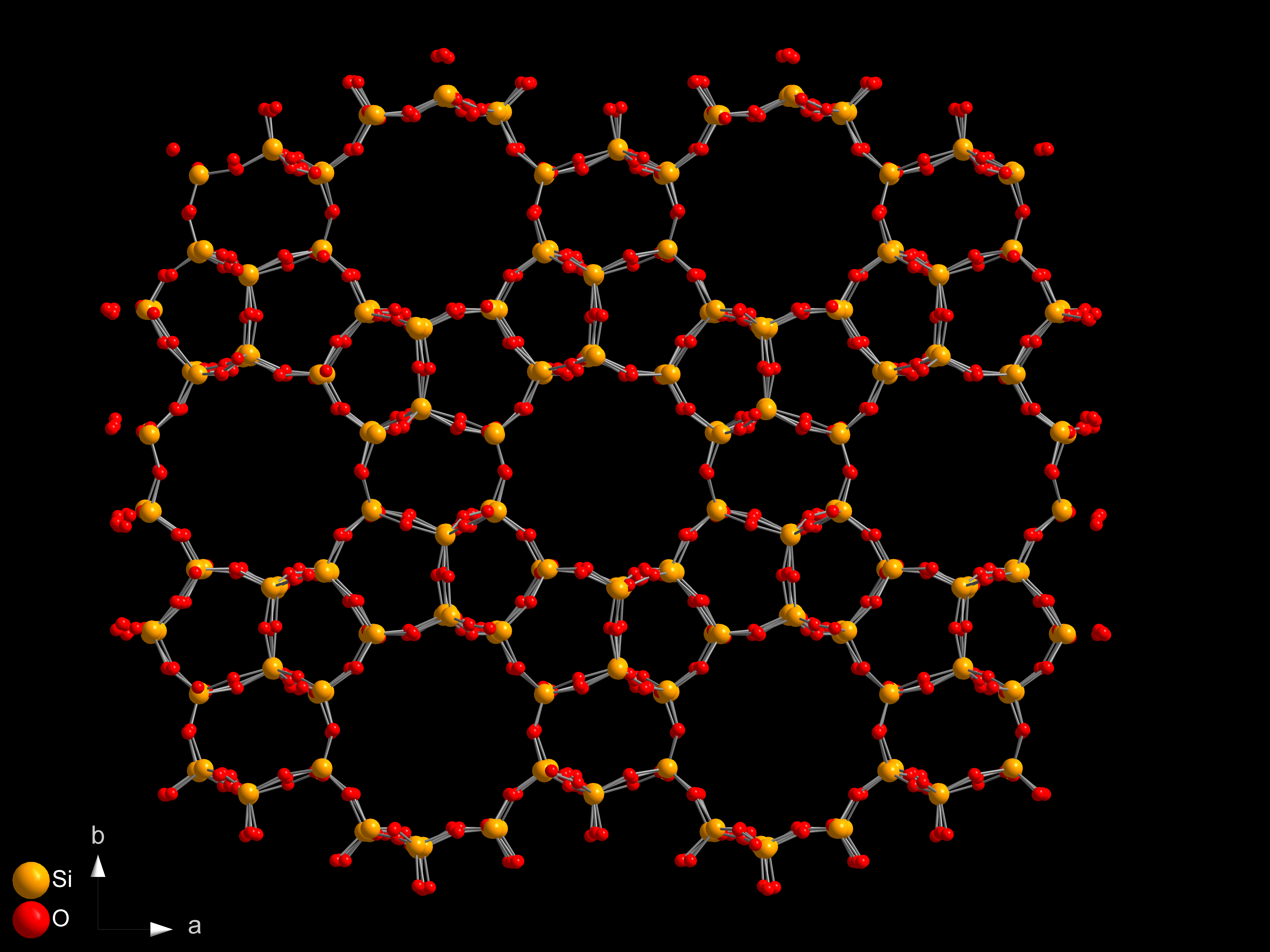
Illustrant les pores de 10 cycles.
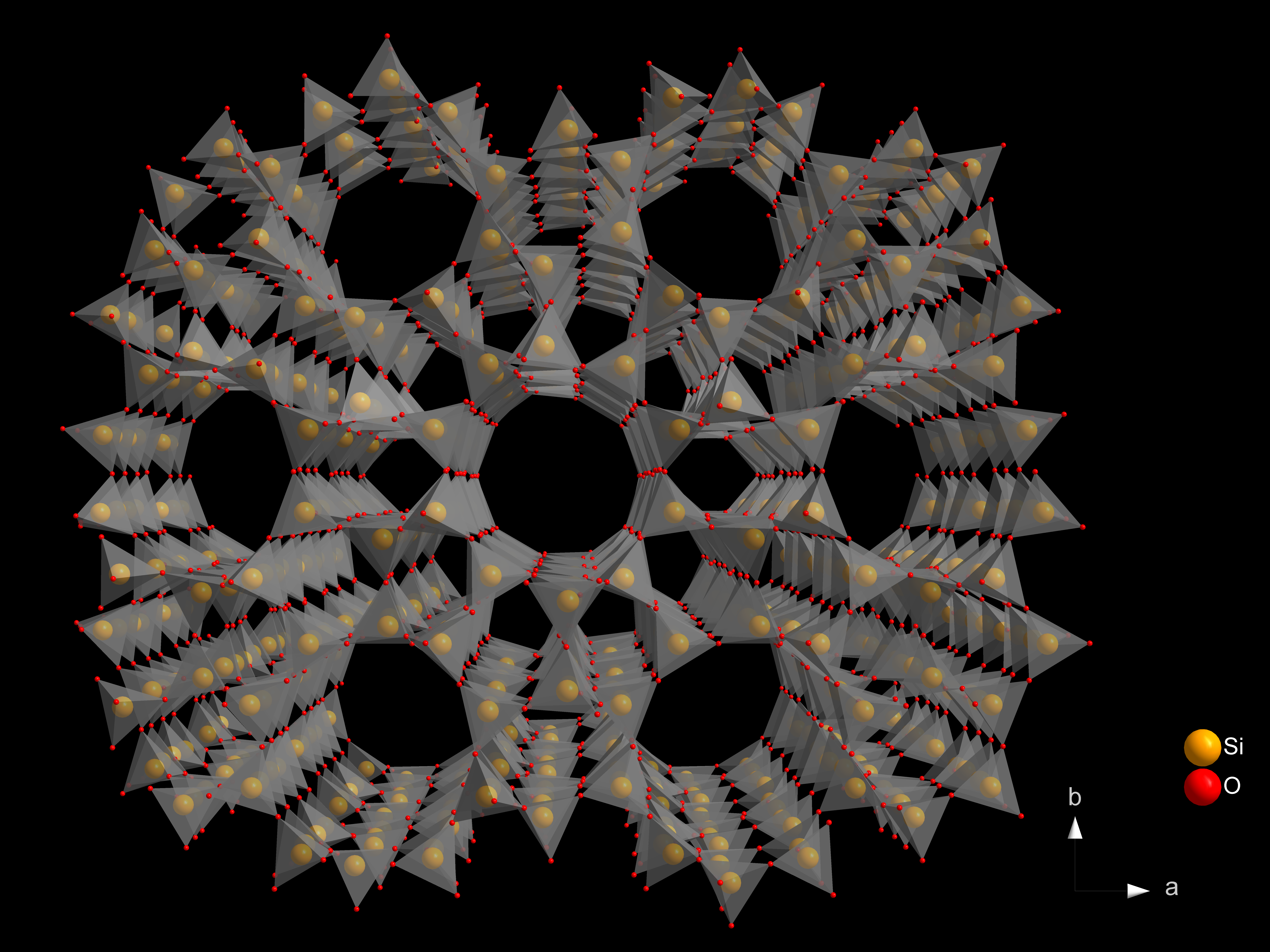
Avec les tétraèdres de coordination.

## Synthèse
Le catalyseur ZSM-5 a été synthétisé pour la première fois en 1969. La synthèse fait intervenir trois solutions différentes. La première solution est la source de l'alumine Al2O3, des ions sodium Na+ et des ions hydroxyde OH−. En présence d'un excès de base, l'alumine donne des ions Al(OH)4− solubles. La seconde solution contient le cation tétrapropylammonium N(C3H7)4+ qui agit comme structurant. La troisième solution est la source de silice SiO2, l'un des éléments de base structurant les zéolithes. Le mélange de ces trois solutions produit un ZSM-5 de tétrapropylammonium sursaturé qui peut être chauffé pour recristalliser et produire un solide.
Parmi les différentes méthodes de synthèse, l'une des principales fait intervenir une solution aqueuse de dioxyde de silicium SiO2, d'aluminate de sodium Na2O·Al2O3, d'hydroxyde de sodium NaOH et de bromure de tétrapropylammonium N(C3H7)4Br dans les proportions appropriées :
SiO2 + NaAlO2 + NaOH + N(CH2CH2CH3)4Br + H2O ⟶ ZSM-5 +  NaAlSi2O6·H2O + quartz α.

## Applications
Le rapport Si/Al du ZSM-5 est élevé. Lorsqu'un cation Al3+ remplace un cation Si4+, une charge électrique positive supplémentaire est nécessaire pour conserver la neutralité électrique du matériau. L'augmentation du nombre de protons H+ rend le matériau très acide, de sorte que l'acidité des ZSM-5 dépend de leur teneur en aluminium. Leur structure tridimensionnelle très régulière et leur acidité rend les ZSM-5 intéressants pour la catalyse acide de certaines réactions telles que l'isomérisation et l'alkylation des hydrocarbures. L'une de ces réactions est l'isomérisation du méta-xylène en para-xylène : le p-xylène diffuse bien plus vite que le m-xylène à travers les pores des zéolithes ZSM-5, de sorte que l'équilibre de la réaction est constamment déplacé vers le p-xylène, qui s'évacue plus vite du milieu réactionnel, ce qui améliore le rendement de la réaction.

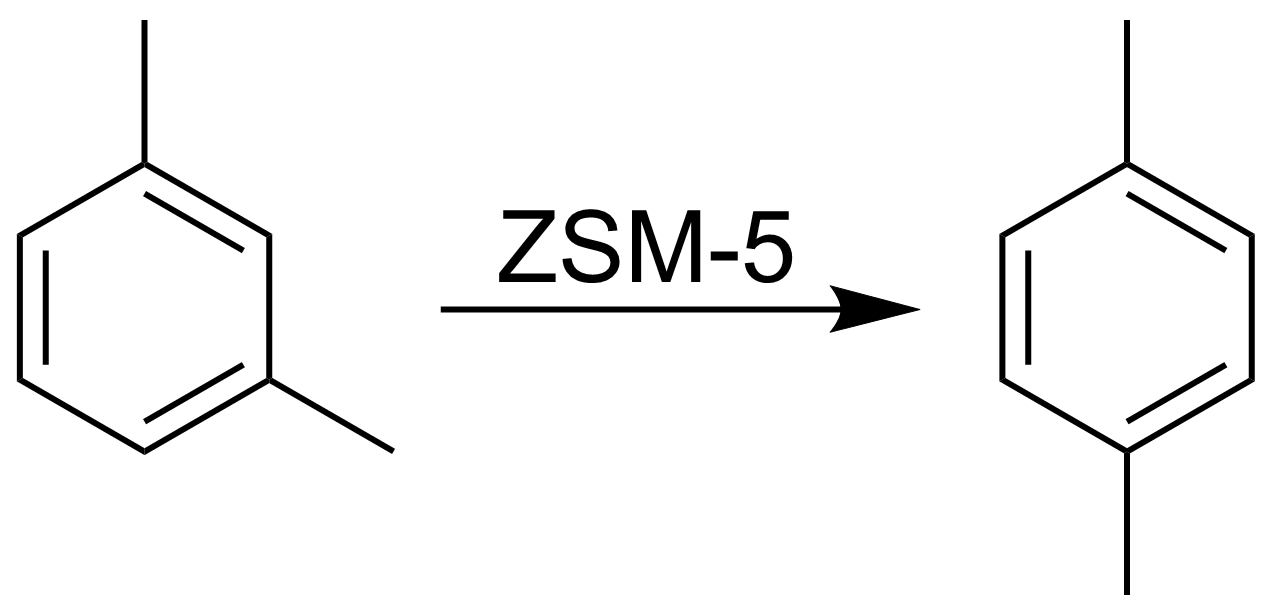
Isomérisation de m-xylène en p-xylène.

Le ZSM-5 est utilisé comme matériau de support pour catalyseur. Par exemple du cuivre peut être déposé sur la zéolithe et un flux d'éthanol CH3CH2OH gazeux est mis à circuler à travers le ZSM-5 à une température de 240 à 320 °C, ce qui conduit à l'oxydation de l'éthanol en acétaldéhyde CH3CHO avec dégagement d'hydrogène H2. La taille des pores du ZSM-5 est favorable à ce processus, qui fonctionne également avec d'autres alcools et d'autres oxydations. Le cuivre peut également être combiné avec d'autres métaux, tels que le chrome, pour affiner la diversité et la spécificité des produits. l'acide acétique CH3COOH est l'un des sous-produits possibles par oxydation de l'éthanol au cuivre à haute température.
Le ZSM-5 est également utilisé pour convertir directement les alcools en essence.